# Lionello Sozzi
Lionello Sozzi (Lecce, 12 agosto 1930 – Torino, 25 settembre 2014) è stato un francesista, traduttore e critico letterario italiano.

## Biografia
Laureato alla Scuola normale superiore di Pisa, dopo esser stato lettore di italiano a Lione e aver insegnato brevemente all'università di Bergamo, fu a lungo professore di lingua e letteratura francese all'Università di Torino e direttore della rivista "Studi Francesi". Studioso della letteratura e della cultura francese, soprattutto rinascimentale, e della letteratura franco-italiana tra Sette e Ottocento, diede contributi a studi di francesistica di epoche e autori diversi, anche come comparatista (in particolare dei debiti della Francia con la cultura italiana e inglese).
Socio dell'Accademia dei Lincei, dell'Accademia delle Scienze di Torino, dell'Académie de Savoie, dell'Académie de Saint-Anselme di Aosta, e presidente onorario della Fondazione Centro di studi storico-letterari Natalino Sapegno, gli venne assegnato il Premio nazionale letterario Pisa.

## Opere
- cura con Francesco Picco di Guy de Maupassant, Quaranta novelle, Torino: Utet, 1958
- cura di Guy de Maupassant, Bel-Ami, Torino: Utet, 1959
- cura con Franco Simone di Arts et métiers de France (antologia), Messina-Firenze: D'Anna, 1964
- Les contes de Bonaventure des Périers: contribution à l'étude de la nouvelle francaise de la Renaissance, Torino: Giappichelli, 1964; Genève: Slatkine, 1998
- I Sepolcri e le discussioni francesi sulle tombe negli anni del Direttorio e del consolato, in "Giornale storico della letteratura italiana", vol. 144, n. 448, 1967, pp. 567-88
- La "dignitas hominis" dans la littérature française de la Renaissance, in Humanisme in France, Manchester University Press, 1970; poi ampliato Torino: Giappichelli, 1982
- L'opera critica di Stephen Ullmann, in Critica e storia letteraria. Studi offerti a Mario Fubini, Padova: Liviana, 1970, pp. 863-80
- Per la fortuna del Boccaccio in Francia: i testi introduttivi alle edizioni e traduzioni cinquecentesche, in "Studi sul Boccaccio", 6, 1971, pp. 12-80; poi Genève: Slatkine, 1999
- La polemique anti-italienne en France au XVI siècle, Torino: Accademia delle scienze, 1972
- La nouvelle française de la Renaissance, 2 voll., Torino: Giappichelli, 1973
- Petit-maître e Giovin signore: affinità fra due registri satirici, in "Saggi e ricerche di letteratura francese", vol. 12, Bulzoni, 1973, pp. 154-230
- Proposte metodologiche per uno studio del lessico dei testi letterari francesi, Torino: Giappichelli, 1974
- Metafora e simbolo (antologia), Torino: Giappichelli, 1975
- Il primitivismo nella letteratura francese da Gonneville a Lévi-Strauss, Torino: Giappichelli, 1976
- La Fontaine, il "Novellino" e Filelfo: dall'elogio dell'ignoranza all'invito alla diffidenza, in Giorgio Varanini e Palmiro Pinagli (a cura di), Studi filologici letterari e storici in memoria di Guido Favati, Padova: Antenore, 1977, vol. 2, pp. 559-90
- Bouganville in Italia, in "Il pensiero politico", anno 12, n. 2, Olschki, 1979, pp. 300-14
- Les sources italiennes, in Gabriel A. Perouse (a cura di), Le parangon de nouvelles, Genève: Droz, 1979
- cura di Julien Gracq, Una finestra sul bosco, Milano: Serra e Riva, 1981
- cura di La nouvelle française à la Renaissance, Paris: Slatkine, 1981
- La dignité de l'homme à la Renaissance, Torino: Giappichelli, 1982
- introduzione a Pierre de Marivaux, Il villan rifatto, trad. di Pietro Citati, Torino: Utet, 1982
- L'Italia di Stendhal. Viaggio tra passioni e chimere, disegni di Carlo Rapp, Torino: Fiat, 1983
- cura di Louis Antoine de Bougainville, Viaggio intorno al mondo, Milano: Il Saggiatore, 1983
- prefazione a Théophile Gautier, Arria Marcella e Jettatura, Napoli: Guida, 1984
- Jean-Jacques Rousseau, Milano: Angeli, 1985
- prefazione a Aloysius Bertrand, Gaspard de la nuit: fantasie alla maniera di Rembrandt e di Callot, Napoli: Guida, 1986
- introduzione a Pierre Carlet de Chamblain de Marivaux, Il gioco dell'amore e del caso e Le false confidenze, Milano: Garzanti, 1987, 1995, 2005
- Postfazione a Stendhal, Viaggio in Italia partendo da Parigi e ritornandovi attraverso la Svizzera e Strasburgo, Milano: Tranchida, 1987, 1993
- Letteratura francese (bibliografia), in collaborazione con Enrico De Gennaro, Milano: Garzanti, 1988
- Il principe e il filosofo. Intellettuali e potere in Francia dai philosophes all'affaire Dreyfus, Napoli: Guida, 1988
- Stendhal e Victor Hugo, in Bruno Bongiovanni e Luciano Guerci (a cura di), L'albero della Rivoluzione. Le interpretazioni della rivoluzione francese, Torino: Einaudi, 1989
- introduzione e note a Jean Racine, Fedra, trad. di Giuseppe Ungaretti, Milano: Garzanti, 1989
- introduzione a Julien Gracq, Letterine, Roma-Napoli: Theoria, 1989
- introduzione a Vauvenargues, Riflessioni e massime, Milano: Tea, 1989
- L'Histoire tragique nella seconda metà del Cinquecento francese, Torino: Genesi, 1991
- cura di Ragioni dell'anti-illuminismo, Alessandria: Edizioni dell'Orso, 1992
- Storia della civiltà letteraria francese (a cura di), 3 voll, Torino: Utet, 1993
- Studi di storia della civiltà letteraria francese: mélanges offerts à Lionello Sozzi, Paris: Champion, 1996
- Un désir ardent: études sur la dignité de l'homme à la Renaissance, Torino: Il segnalibro, 1997.98 (due volumi)
- cura di Voltaire, Candido e L'ingenuo, Firenze: Giunti, 1997
- cura di Jean-Jacques Rousseau, Scritti autobiografici, Torino: Einaudi-Gallimard (coll. Biblioteca della Pléiade), 1997
- cura di D'un siècle à l'autre: le tournant des lumières, Torino: Rosemberg & Sellier, 1998
- prefazione a Paola Sosso, Jean-Jacques Rousseau: imagination, illusions, chimères, Paris: Champion 1999
- introduzione a Jean-Jacques Rousseau, Lettere dal pianeta dell'io, Pisa: ETS, 1999
- cura di Una nuova mitologia: presenza del mito nell'Ottocento francese, Paris: Champion, 1999
- L'educazione dell'uomo e della donna nella cultura illuministica, memoria a cura di Lionello Sozzi, Torino: Accademia delle scienze, 2000
- contributi al convegno Nuove ragioni dell'anti-illuminismo in Francia e in Italia, Pisa: ETS e Genève: Slatkine, 2001
- cura con Tiziana Goruppi di L'utile, il bello, il vero: il dibattito francese sulla funzione della letteratura tra Otto e Novecento, Pisa: ETS e Genève: Slatkine, 2001
- Disincanto e allegria. Studi e ricerche sul racconto in Francia nell'età del Rinascimento, Torino: Thélème, 2002
- Immagini del selvaggio. Mito e realtà nel primitivismo europeo, Roma: Edizioni di Storia e Letteratura, 2002
- cura di Novelle francesi del Rinascimento (antologia), Torino: Thélème, 2002
- cura di Victor Hugo, Poesie, Milano: Mondadori, 2002
- Rome n'est plus Rome. La polémique anti-italienne et autres essais sur la Renaissance, suivis de La dignité de l'homme, Paris: Champion, 2002
- presentazione di Antonella Amatuzzi e Paola Cifarelli (a cura di), Favola, mito ed altri saggi di letteratura e filologia in onore di Gianni Mombello, Alessandria: Edizioni dell'Orso, 2003
- Vivere nel presente. Un aspetto della visione del tempo nella cultura occidentale, Bologna: Il Mulino, 2004
- Un inquieto sorriso. Lettura di cinque favole di La Fontaine, Pisa: Pacini, 2005
- prefazione a Tiziana Goruppi, Maupassant e lo specchio della, Pisa: Pacini, 2006
- cura di Jules Michelet e Athénaïs Mialaret, Lettere d'amore, Palermo: Sellerio, 2006
- Amore e Psiche: un mito dall'allegoria alla parodia, Bologna: Il Mulino, 2007
- Da Metastasio a Leopardi: armonie e dissonanze letterarie italo-francesi, Firenze: Olschki, 2007
- cura di Charles Baudelaire, Poesie, Torino: Fògola, 2007
- Il paese delle chimere. Aspetti e momenti dell'idea di illusione nella cultura occidentale, Palermo: Sellerio, 2007
- presentazione di Claudio Sensi (a cura di), Maître et passeur: per Marziano Guglielminetti dagli amici di Francia, Alessandria: Edizioni dell'Orso, 2008
- Un selvaggio a Parigi: miraggio utopico e progetto politico attorno al mondo di Bougainville e nel supplemento di Diderot, Roma: Edizioni di storia e letteratura, 2009
- cura di Bonaventure des Périers, I cembali del mondo, Napoli : La scuola di Pitagora, 2010
- introduzione a Natalino Sapegno, Opere, vol. 8: Europa: quaderni di traduzioni, a cura di Giulia Radin e Ruth Alger, Torino: Aragno, 2010
- cura con Cinzia Di Conzo di Primitivi, Torino: Rosenberg & Sellier, 2011
- Gli spazi dell'anima. Immagini d'interiorità nella cultura occidentale, Torino: Bollati Boringhieri, 2011
- Cultura e potere. L'impegno dei letterati da Voltaire a Sartre al dibattito novecentesco, Napoli: Guida, 2012
- cura di François Rabelais, Gargantua e Pantagruele, Milano: Bompiani, 2012
- Perché amo la musica. Ricordi, riflessioni, emozioni, Firenze: Le lettere, 2012
- cura di Storia europea della letteratura francese, 2 voll., Einaudi 2013
- L'Italia di Montaigne e altri saggi sull'autore degli "Essais", Torino: Rosenberg & Sellier, 2014